# Johan Ringdahl
Jöns (Johan) Julius Ringdahl, född 30 juli 1813 i Högestads socken, Ystad, död 31 januari 1882 i Stockholm, var en svensk konstnär.
Han var son till snickarmästaren Jöns Ringdahl och Anna Gernand och från 1842 gift med Johanna Amanda Adelaide Brandberg. Ringdahl visade tidigt anlag för teckning och fick en viss vägledning av akademiritmästaren Andreas Arfwidsson i Lund. När Arfwidsson 1830 skulle illustrera Professor Wilsons Fauna fick Ringdahl följa med till Stockholm som medhjälpare. Samtidigt med illustrationsarbetet studerade han vid Konstakademien i Stockholm. Han studerade en period 1831 vid den danska konstakademien men tvingades att avbryta sina studier på grund av ekonomiska skäl. Han lyckades få jobb som teckningslärare i de skånska städerna och var verksam som sådan under 1830-talet. Han målade under denna tid en altartavla till Bjäresjö kyrkas annex i Ystad. Han fick tjänst som lärare i teckning vid Karlbergs krigsskola 1839 och från 1843 var han lärare vid Konstakademiens principskola. Han drabbades av ett slaganfall i slutet av 1850-talet som tvingade honom att leva på en liten pension resten av sitt liv. Han medverkade i akademiutställningarna 1831-1850 och vann 1840 det större målningsstipendiet med tavlan Isaks frieri, eller Rebecka vid brunnen, verket köptes senare av Konstförening i Stockholm. Han blev agré vid Konstakademien 1842 och valdes in som ledamot 1856. Ringdahl är representerad vid Akademiska föreningen i Lund, Nationalmuseum, Norrköpings konstmuseum och Nordiska museet.